# 維索基

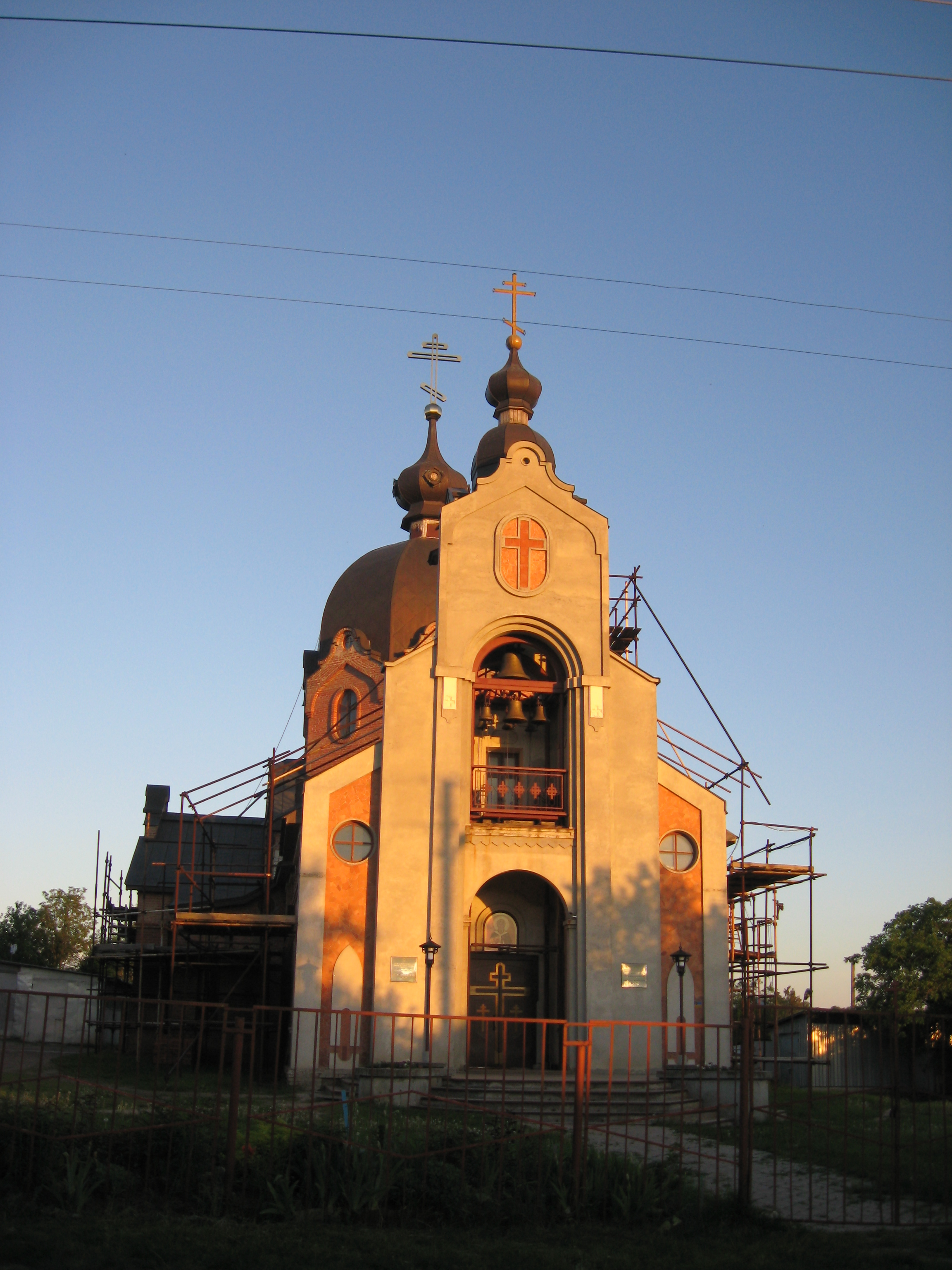
教堂

維索基（烏克蘭語：Високий），是烏克蘭東部哈爾科夫州哈爾科夫區维索基市镇内的市級鎮及其行政中心。距離哈爾科夫20公里，始建於1903年，面積9.25平方公里，海拔高度195米，2001年人口11,415，人口密度每平方公里1,234.05人。